# Atarbolana dasycolus
Atarbolana dasycolus is een pissebed uit de familie Cirolanidae. De wetenschappelijke naam van de soort is voor het eerst geldig gepubliceerd in 2004 door Yasmeen.